# Gresin
Gresin är en kommun i departementet Savoie i regionen Auvergne-Rhône-Alpes i sydöstra Frankrike. Kommunen ligger i kantonen Saint-Genix-sur-Guiers som tillhör arrondissementet Chambéry. År 2018 hade Gresin 351 invånare.

## Befolkningsutveckling
Antalet invånare i kommunen Gresin
| Referens: INSEE |